# Acalypha humboltiana
Acalypha humboltiana är en törelväxtart som beskrevs av Henri Ernest Baillon. Acalypha humboltiana ingår i släktet akalyfor, och familjen törelväxter. Inga underarter finns listade i Catalogue of Life.